# Harīf
Harīf (persiska: حريف, Ḩarīf, هريف) är en ort i Iran.   Den ligger i provinsen Qazvin, i den nordvästra delen av landet, 130 km nordväst om huvudstaden Teheran. Harīf ligger 1 061 meter över havet och antalet invånare är 171.
Terrängen runt Harīf är kuperad åt nordost, men åt sydväst är den bergig. Harīf ligger nere i en dal. Runt Harīf är det ganska tätbefolkat, med 108 invånare per kvadratkilometer. Närmaste större samhälle är Rāzmīān, 10,9 km norr om Harīf. Trakten runt Harīf består i huvudsak av gräsmarker.